# Peucedanum creticum
Peucedanum creticum är en flockblommig växtart som beskrevs av Dc. Peucedanum creticum ingår i släktet siljor, och familjen flockblommiga växter. Inga underarter finns listade i Catalogue of Life.